# Фиана Файл
Фиана Файл (на ирландски: Fianna Fáil), официално Фиана Файл – Републиканска партия (на ирландски: Fianna Fáil – An Páirtí Poblachtach) е политическа партия в Република Ирландия.

## История
Партията е основана като ирландска републиканска партия на 23 март 1926 г. от Имон де Валера и неговите привърженици, след като се отделят от Шин Фейн по въпроса за въздържането след ирландската гражданска война. Тя е една от двете големи съвременни партии в Ирландия. Смятана е за една от двете дясноцентристки партии на Ирландия, заедно с Фине Гейл и дясна страна на Лейбъристката партия и Шин Фейн. Партията доминира ирландския политически живот през по-голямата част от 20 век, представяйки се като „широка църква“ и привличайки подкрепа от различни социални класи. Между 1989 г. и 2011 г. тя води коалиционни правителства със страни от ляво и дясно. Програмата на Фиана Файл съдържа редица трайни аспекти, а именно ангажимент за ирландско единство, насърчаване и защита на ирландския език и поддържане на ирландската традиция на военен неутралитет. Изключително по-популистки, националистически и общо казано, по-икономически интервенционистки, отколкото Фине Гейл, партията все пак споделя съперничеството си с подкрепата на Европейския съюз и взаимна опозиция срещу републиканската физически сила.
Фиана Файл е последната в правителството от 1997 г. до 2011 г. под ръководството на Бърти Ахърн и Брайън Коуен, с 81 места през 2002 г., намалена на 77 през 2007 г. и след това на 20 през 2011 г., най-ниската в историята на партията. След като печели 44 места на изборите през 2016 г., Фиана Файл понастоящем е най-голямата опозиционна партия, като лидерът на партията Мишел Мартин сключва споразумение за доверие и снабдяване с малцинствено правителство, ръководено от Фине Гейл.
Фиана Файл е член на Алианса на либералите и демократите за Европа и на Либералния интернационал.